# Cerni Vit, Loveci
Cerni Vit (în bulgară Черни Вит) este un sat în comuna Teteven, regiunea Loveci,  Bulgaria. 

## Demografie
Componența etnică a satului Cerni Vit
     Bulgari (99,4%)
     Nicio identificare (0,59%)
     Altele (0%)
La recensământul din 2011, populația satului Cerni Vit era de 674 locuitori. Din punct de vedere etnic, majoritatea locuitorilor (99,4%) erau bulgari. Pentru 0,59% din locuitori nu este cunoscută apartenența etnică.